# Heinrich Hütter
Heinrich Hütter (24. října 1851 Vídeň – 16. prosince 1912 Vídeň) byl rakouský politik německé národnosti z Čech, v 2. polovině 19. století poslanec Říšské rady.

## Biografie
Působil jako majitel hospodářství v obci Michnice.
V doplňovacích zemských volbách v září 1887 byl zvolen na Český zemský sněm za kurii venkovských obcí, obvod Kaplice, Nové Hrady, Vyšší Brod. Uspěl zde i v řádných zemských volbách 1889. Profiloval se jako německý liberál (tzv. Ústavní strana).
Působil i jako poslanec Říšské rady (celostátního parlamentu Předlitavska), kam usedl ve volbách roku 1885 za kurii venkovských obcí v Čechách, obvod Krumlov, Kaplice atd. Mandát obhájil ve volbách roku 1891. Ve volebním období 1885–1891 se uvádí jako Heinrich Hütter, majitel hospodářství, bytem Michnice.
Na Říšské radě se připojil ke klubu Spojené levice. Po jeho rozpadu se uvádí jako člen klubu Deutschösterreichischer Club (Německorakouský klub). V roce 1890 se uvádí jako poslanec obnoveného klubu německých liberálů, nyní oficiálně nazývaného Sjednocená německá levice. I ve volbách roku 1891 byl na Říšskou radu zvolen za klub Sjednocené německé levice.
Byl zetěm Eduarda Herbsta. Zemřel v prosinci 1912. Upadl na ulici v centru Vídně a krátce poté zemřel.